# Amyris cubensis
Amyris cubensis es una especie de planta fanerógama perteneciente a la familia Rutaceae, originaria de Cuba.

## Taxonomía
Amyris cubensis fue descrita por (Borhidi & Acuña) Beurton y publicado en Fl. Rep. Cuba Ser. A., 14(3): 66. 2008.